# Мамаша Картмана — грязная шлюха
«Мамаша Картмана — грязная шлюха» (англ. Cartman's Mom Is a Dirty Slut) — тринадцатый эпизод первого сезона сериала «Южный Парк», премьера которого состоялась 25 февраля 1998 года. Это первая часть дилогии, вторая — «Мамаша Картмана по-прежнему грязная шлюха».

## Сюжет
Стэн, Кайл и Кенни стоят на остановке и удивляются, что Картмана до сих пор нет. Они решают не идти в школу, а сходить к нему. Придя в дом Картманов, они видят Эрика играющим на заднем дворе в странную игру: он сидит за столом вместе с несколькими игрушками, изображает чаепитие и говорит их голосами, какой он классный. Они решают, что у Картмана серьёзные эмоциональные проблемы, и решают проконсультироваться у мистера Мэки.
Мистер Мэки просит ребят снять поведение Эрика на видеоплёнку, чтобы он смог провести на её основе «психологическую экспертизу». Стэн, Кайл и Кенни снимают, комментируя, что это будет «самое смешное в мире домашнее видео». Эрик, закончив играть, решает откровенно поговорить со своей мамой — он спрашивает, есть ли у него отец. Та говорит, что Эрик был зачат на празднике пьяного амбарного танца, и последнее, что она помнит с этого дня — как она занималась любовью с индейским вождём Бегущая Вода.
Стэн, Кайл и Кенни собираются посмотреть шоу Терренса и Филлипа, однако дедушка Стэна не даёт им сделать этого, переключая на шоу «Самые тупые домашние видео Америки» Боба Сагета. Ребята ненавидят эту передачу, но, когда Боб Сагет анонсирует, что за победу в конкурсе можно получить $ 10.000, они решают отослать туда видео с «чаепитием» Картмана.
Тем временем Картман приходит к вождю Бегущая Вода; тот заявляет, что не мог быть отцом Эрика, ведь его мать — потаскуха. На том же празднике у них не успело ничего случиться, потому что она отвлеклась на Шефа. Поэтому Эрик решает, что он — «чёрный афроамериканец». Когда Стэн, Кайл и Кенни играют с картом на остановке, он приходит к ним, изображая из себя афроамериканца; те решают, что нынешнее поведение Эрика ещё смешнее чаепития. Затем Кенни заводит карт, но не справляется с управлением и попадает на рельсы, где его давит поезд.
Картман идёт к Шефу. Тот снимает его наряд и говорит, что они с Лиэн только целовались, после чего поёт песенку о том, откуда берутся дети. Когда Эрик спрашивает прямо, с кем последним была его мать, Шеф вспоминает, что это был мистер Гаррисон.
Эрик приходит в бар Саут-Парка и требует от Гаррисона признания отцовства. Хотя Джимбо и говорит, что Гаррисон голубой, тот признаёт, что занимался сексом с Лиэн, но затем объясняет, что практически все жители города также занимались с ней сексом. Находящийся неподалёку доктор Мефесто подаёт Эрику надежду, говоря, что может провести генетическую экспертизу всех жителей города и вычислить, кто является отцом Картмана. Однако экспертиза стоит $ 3.000, а у Эрика, естественно, нет таких денег.
Когда грустный Картман подходит к Стэну и Кайлу и сообщает, как у него всё плохо, те говорят, что могут дать ему денег, если выиграют в конкурсе тупейших домашних видео. Они вместе садятся смотреть финал; Картман впадает в бешенство, когда видит своё видео, однако немного успокаивается, осознавая, что у него есть шанс выяснить отцовство. Однако мальчикам не везёт: конкурс выиграет дедушка Стэна, снявший на видео гибель Кенни под поездом. Картман практически сходит с ума от бешенства, однако в финале передачи объявляется, что проигравшие финалисты получают по $ 3.000 — этого как раз хватит на экспертизу.
Доктор Мефесто собирает всех заинтересованных в своей лаборатории. После исследования круг претендентов на отцовство сужается до следующего списка:
- Офицер Барбреди
- Шеф
- Джимбо
- Мистер Гаррисон
- Нед
- Вождь Бегущая Вода
- Джеральд Брофловски
- Сам доктор Мефесто
- Обезьяночеловечек Кевин
- Команда Denver Broncos в составе 1989 г.

Доктор Мефесто готовится огласить результат. Голос за кадром спрашивает: «Кто же отец Эрика Картмана? Ответ на этот вопрос вы узнаете… через 4 недели!» Картман в бешенстве выругивается.
Продолжением истории стал эпизод «Мамаша Картмана по-прежнему грязная шлюха», вышедший через 7 недель после первой части.

## Смерть Кенни
Пытаясь завести карт, Кенни потерял над ним управление. Его понесло через лес и многие другие препятствия. Стэн и Кайл наблюдали за этим с ужасом, но в конце концов Кенни встал и оправился. Однако, когда Кенни помахал рукой друзьям, его сбил поезд — оказалось, что карт остановился на рельсах. Стэн произнёс: «О боже мой! Они убили Кенни!»; Кайл добавил: «Сволочи!» Позже неожиданно выяснилось, что дедушка Марш снял смерть Кенни на плёнку — ведь он, обойдя Стэна и Кайла, выигрывает с этой плёнкой в программе «Тупейшие домашние видео Америки». Увидев это, Стэн говорит: «О боже мой, они сняли на видео смерть Кенни!», Кайл заканчивает: «Сволочи!» Во второй части этого эпизода — серии «Мамаша Картмана по-прежнему грязная шлюха» Кенни воскресает и снова погибает.

## Персонажи
В этом эпизоде впервые появляется любимая игрушка Картмана, лягушонок Клайд. Другие куклы, с которыми Эрик пьёт чай — Питер Панда (англ. Peter Panda), Рампер Пупырчатый (англ. Rumpertumskin) и Полли-Вертихвостка (англ. Polly Prissypants); они также появляются в последующих сериях.
На празднике пьяного амбарного танца можно заметить молодых Лиэн Картман, Джимбо, Неда, Карла Денкинса, офицера Барбреди, Шефа, мистера Гаррисона.

## Пародии
- Картман, одетый чёрным, пародирует целый ряд рэперов: его афро основано на причёске Kid из хип-хоп-дуэта Kid 'n Play, одежда, золотые медальоны и кеды — на участниках Run-D.M.C., а часы взяты от участника Public Enemy Flavor Flav. Трёхпальцевое кольцо Эрика содержит надпись PIE (Пирожок).
- Программа «Тупейшие домашние видео Америки» (англ. America's Stupidest Home Videos) — очевидная пародия на программу «Смешнейшие домашние видео Америки» (англ. America's Funniest Home Videos).

## Факты
- Телеведущий Джей Лено снова озвучил кошку Картмана Китти (впервые он сделал это в пилотном эпизоде «Картман и анальный зонд»).
- Песню, звучащую всякий раз, как миссис Картман снова «влюбляется», поёт Тодди Уолтерс.
- В кабинете мистера Мэки висят плакаты, намекающие на основную тему эпизода: «Father & Son Day is coming!» (рус. День отца и сына настаёт!), «Dads are dandy» (рус. Папы - это классно), «If you don’t have a dad, you’re a bastard» (рус. Если у тебя нет папы, ты ублюдок).
- У дедушки Марша, когда он сидит за телевизором, в руках петля. Видимо, он всё ещё не оставляет попытки покончить с собой.
- По телевизору идёт анонс телефильма Терренса и Филлипа «Не без моего ануса», который стал следующим эпизодом «Южного парка».
- Это первая серия в которой офицер Барбреди появляется в гражданской одежде. Следующий раз будет в эпизоде «Шаловливые ниндзя»
- Аудитория на шоу Боба Сагета — 34 человека. Среди них можно заметить сидящую в первом ряду женщину в синей одежде и с длинными коричневыми волосами; она появлялась ранее в эпизоде «Дэмиен» среди толпы людей, которые переголосовали за Сатану вместо Иисуса.
- В баре Иисус пьёт из Святого Грааля.
- В этом эпизоде появляется инопланетянин. Когда Нед в ответ на предположение о своём отцовстве говорит «Может быть», камера перемещается на Джеральда, и буквально на секунду можно заметить стоящего за вождём Бегущая Вода инопланетянина.
- Номер дома Картмана — 28201 (хотя в серии «Вулкан» был 1002).
- Хотя все серии первых двух сезонов сериала были переведены Дмитрием Пучковым («Гоблином»)[1], этот эпизод почему-то не был показан транслировавшим сериал в его переводе каналом RenTV. Тем не менее, дорожка с переводом Гоблина появилась в интернете, и стала доступна всем желающим посмотреть мультфильм в таком переводе. В телевизионной трансляции впервые перевод этого эпизода Гоблином появился лишь через несколько лет — на канале 2×2.
- Когда в этом эпизоде дети снова обзывают мисс Крабтри, то на её просьбу повторить, что они сказали, вопреки традициям они говорят именно то, что говорили, а не созвучные приличные слова.
- В эпизоде «Город на краю вечности» во время вспоминания Стэном этой серии, показывается, что настоящим отцом Картмана является Джон Элвей, хотя это не так.

## Критика
Джеффри Эндрю Вайншток, автор книги «Серьёзно относясь к Южному парку», отметил, что этот эпизод является хорошим примером «своего рода эквивалентности этнической, расовой и сексуальной идентичности», но также отметил, что «юмор частично заключается в пародии Картмана на стереотипы массовой культуры коренных американцев и афроамериканцев». В своей книге «Американская политика и общество сегодня» Роберт Сингх отметил, что этот эпизод является наиболее ярким примером того, как грубое поведение Картмана является результатом воспитания без отца.